# کولومیا
کولومیا (به روسی: Коломия) شهری در استان ایوانو فرانکیسوک در کشور اوکراین است. جمعیت این شهر ۶۱,۱۴۰ نفر (۲۰۲۱ تخمینی)است.